# Phalera syriaca
Phalera syriaca är en fjärilsart som beskrevs av Hans Zerny. Phalera syriaca ingår i släktet Phalera och familjen tandspinnare. Inga underarter finns listade i Catalogue of Life.